# 阿基亞以色列航空
阿基亞以色列航空（英語：Arkia Israeli Airlines Ltd）簡稱「阿基亞」（英語：Arkia），是以色列的一家航空公司，總部設在特拉維夫士德多夫機場。該公司是以色列第二大航空公司，主營國際及國內航線，以及以色列前往西歐和地中海地區的包機。該公司的主要基地是本古里安機場，樞紐位於拉蒙機場。

## 歷史

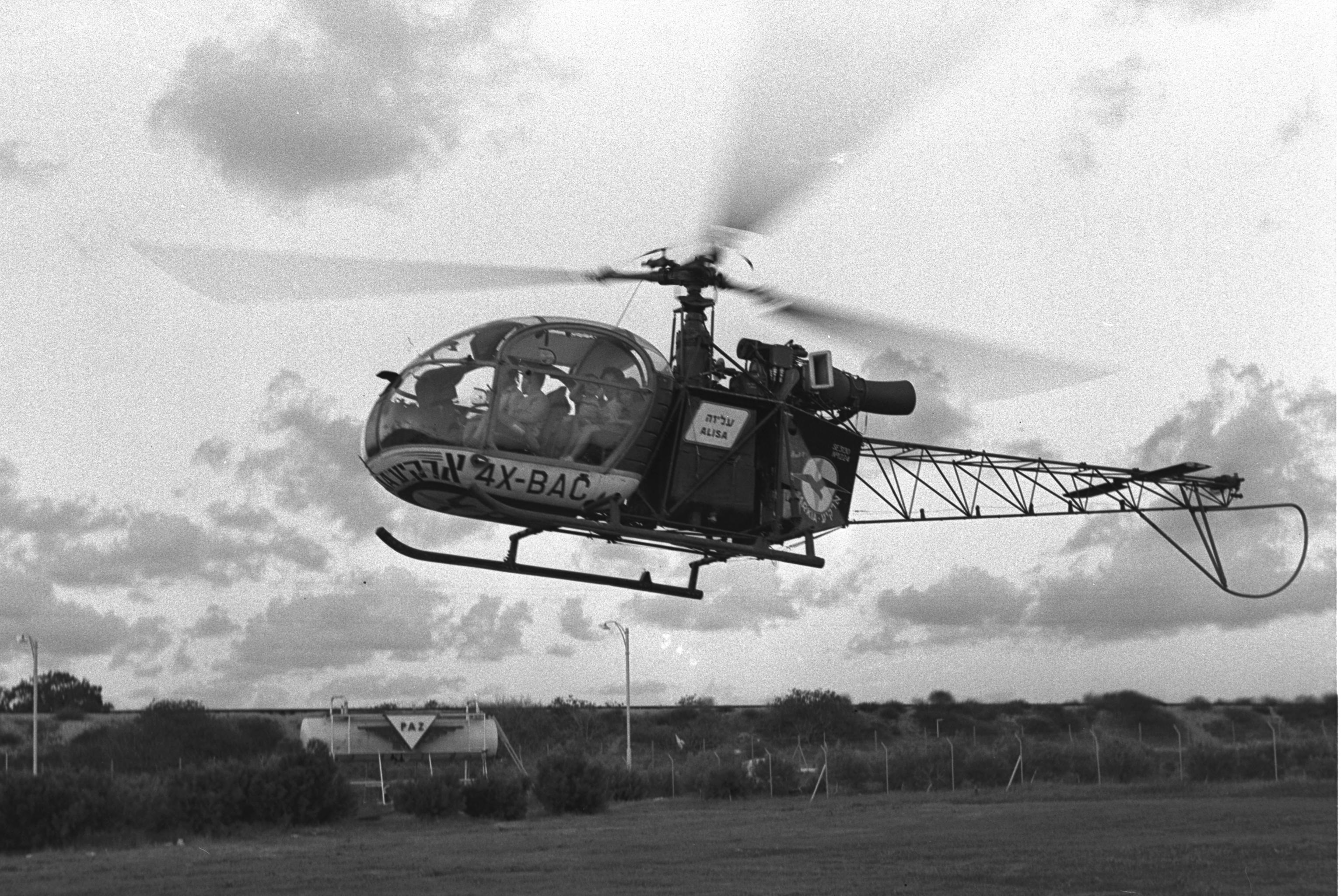
以色列第一個民用直升機服務由阿基亞航空於1959年10月開辦。

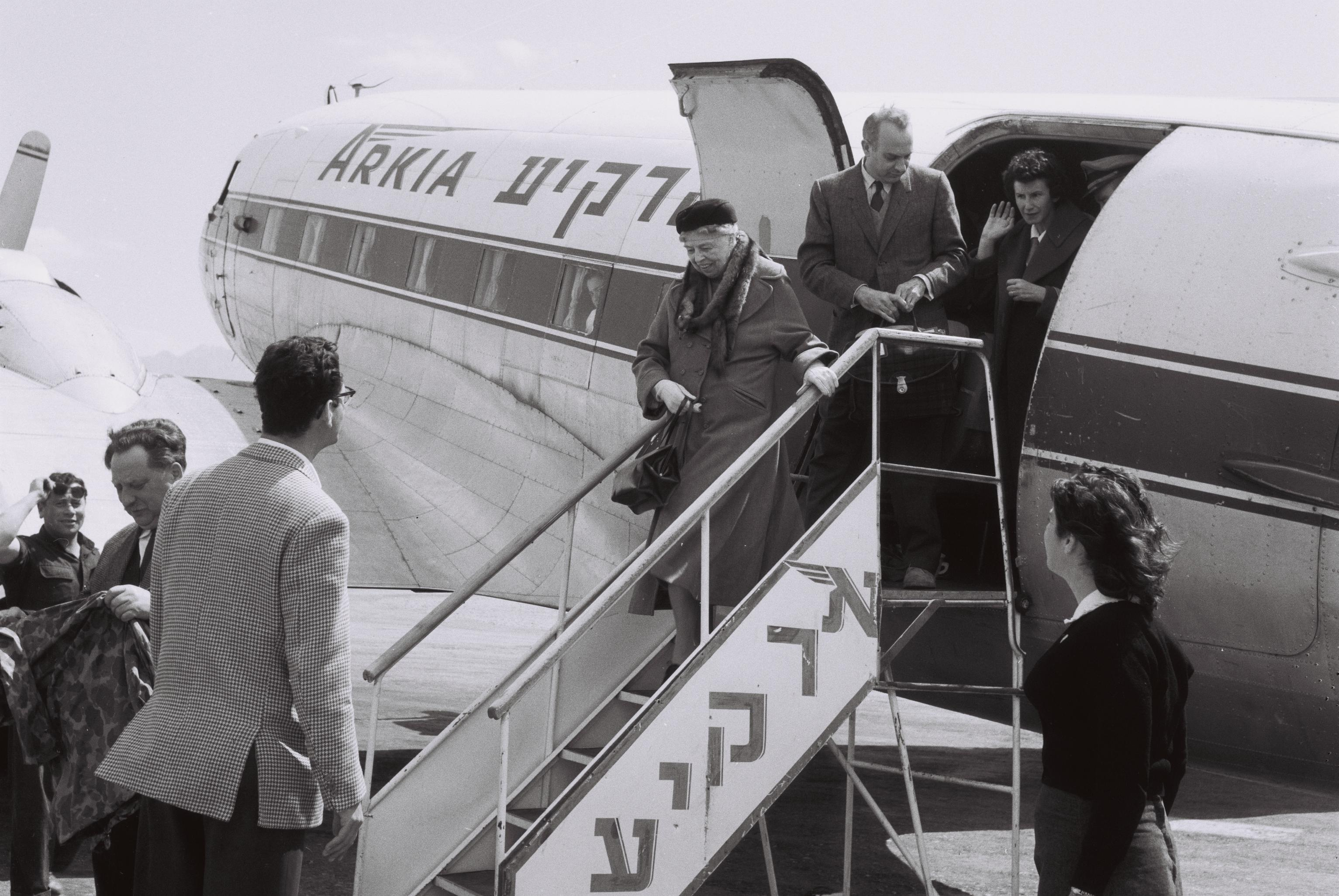
1959年3月26日，愛蓮娜·羅斯福夫人乘坐阿基亞航班抵達艾拉特進行訪問。

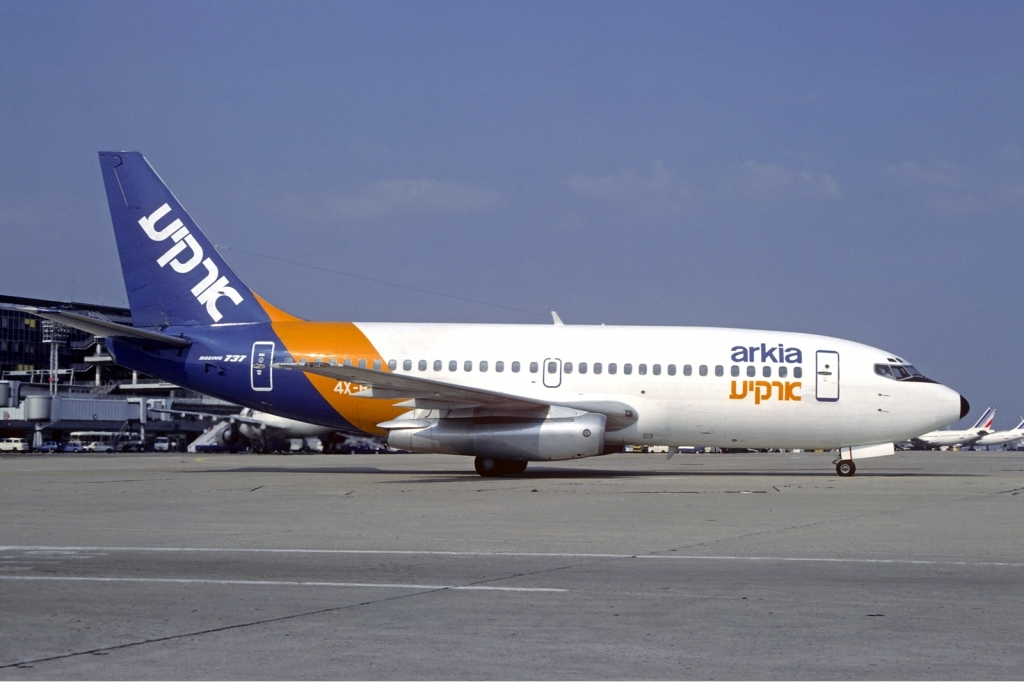
1982年，一架屬於阿基亞航空的波音737-200停靠在法國巴黎奧利機場。

### 目前機種

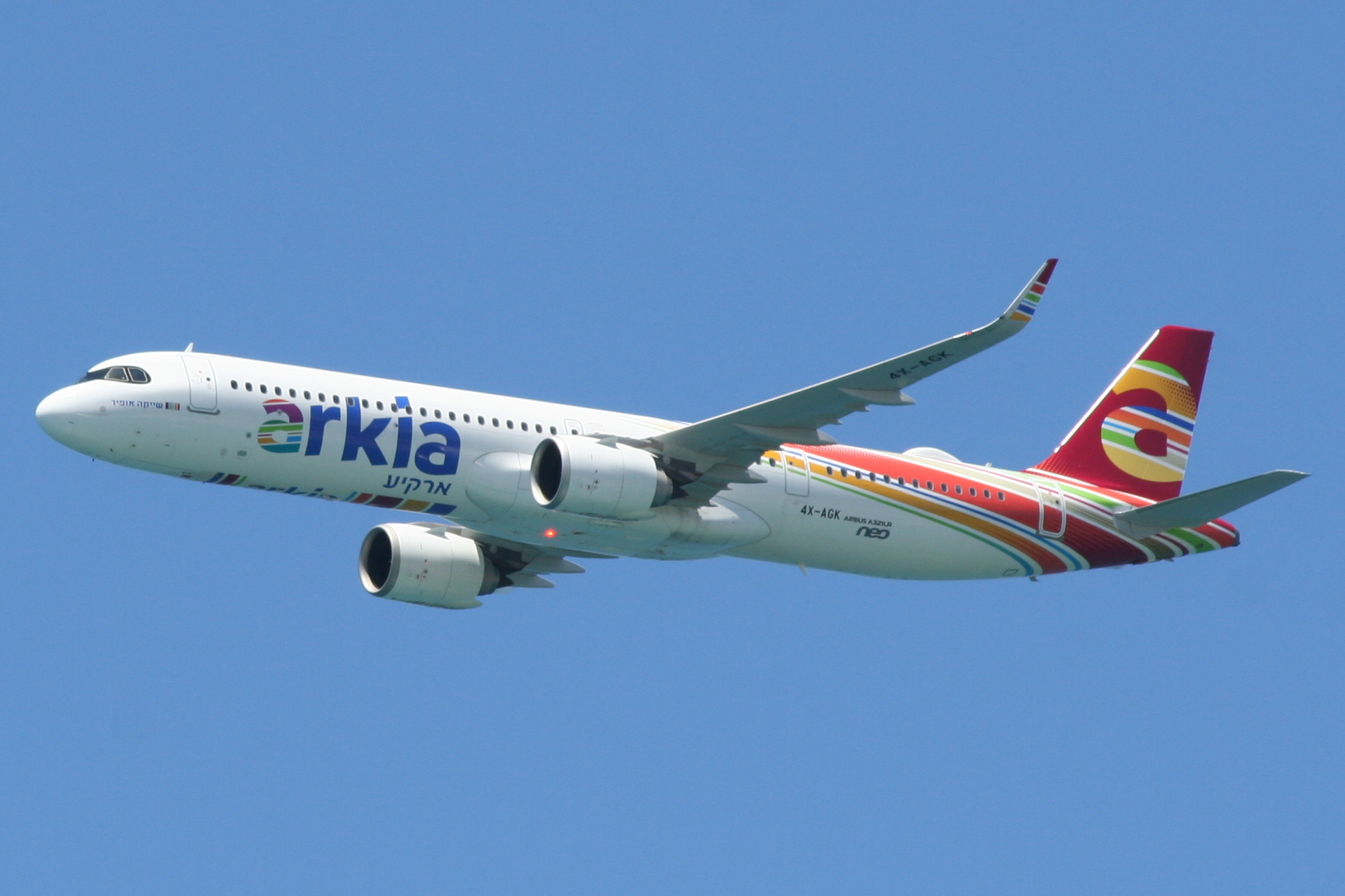
阿基亞的空中客车A321LR（長途型）客機

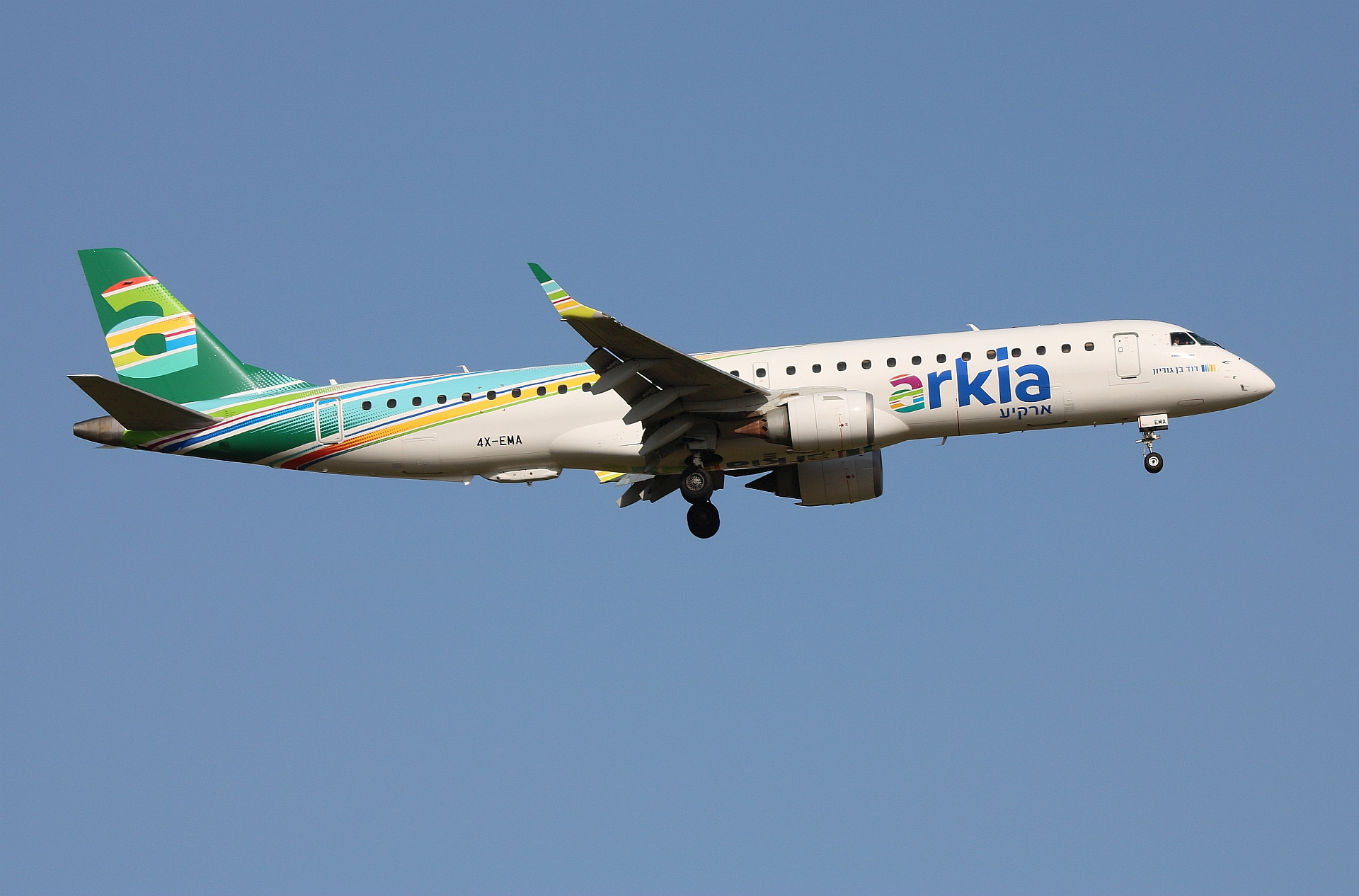
阿基亞的Embraer 195客機

## 外部連結
维基共享资源上的相關多媒體資源：阿基亞以色列航空
- 官方网站